# Esther Dale
Esther Dale (* 10. November 1885 in Beaufort, South Carolina; † 23. Juli 1961 in Los Angeles, Kalifornien) war eine US-amerikanische Schauspielerin und Sängerin.

## Leben
Esther Dale besuchte das Leland and Gray Seminary in Townshend, Vermont und studierte später Gesang in Berlin, wo sie auch eine Karriere als Sängerin startete. Zurück in den USA war sie zeitweise Gesangslehrerin am Smith College. Sie debütierte als professionelle Schauspielerin erst 1934, beinahe 50 Jahre alt, in New York City an der Seite von James Stewart, Mildred Natwick und Joshua Logan in dem von Frank McGrath geschriebenen Theaterstück Carry Nation am Broadway. Noch im selben Jahr gab sie in dem Krimi-Drama Verbrechen ohne Leidenschaft auch ihr Debüt als Filmschauspielerin. Insgesamt spielte sie bis zu ihrem Karriereende 1960 in über 100 Film- und Fernsehproduktionen mit und war in dieser Zeit immer noch vereinzelt auf der Theaterbühne zu sehen. 
Besonders häufig verkörperte Dale in Nebenrollen resolute, mitunter sehr strenge ältere Frauen, etwa als Haushälterin, Krankenschwester oder auch als Mutter, Tante, Großmutter oder Nachbarin der Hauptfigur. Eine ihrer ersten Filmrollen hatte sie 1935 neben Shirley Temple als Tante Genevieve in Lockenköpfchen. In Komödien spielte Dale mehrfach die immer noch bestimmerische Mutter ihrer eigentlich schon erwachsenenen Kinder. So verkörperte sie unter anderem die Mutter von Randolph Scott in der Screwball-Komödie Die schreckliche Wahrheit (1937) unter Regie von Leo McCarey, die Mutter von Carole Lombard in Alfred Hitchcocks Komödie Mr. und Mrs. Smith (1941) und die Mutter von Ginger Rogers in der Komödie Liebling, ich werde jünger (1952) von Howard Hawks. In der Komödie Das Ei und ich verkörperte sie 1947 die Rolle der exzentrischen Birdie Hicks, diese Rolle stellte sie auch in den drei Fortsetzungen Ma and Pa Kettle (1949), Ma and Pa Kettle at the Fair (1952) und Ma and Pa Kettle at Waikiki (1955) dar. Gegen Ende ihrer schauspielerischen Karriere war Dale häufiger Gaststar in Fernsehserien, darunter Maverick, Dezernat M und Mutter ist die Allerbeste.
Am 23. Juli 1961 verstarb Dale im Alter von 75 Jahren an den Komplikationen einer Operation im Queen of Angels Hospital in Los Angeles. Nur drei Monate zuvor verstarb bereits ihr Ehemann, der Autor Arthur J. Beckhard, mit dem sie seit 1922 verheiratet gewesen war. Beide sind auf dem Oakwood Cemetery in Townshend, Vermont, bestattet.

## Filmografie (Auswahl)
- 1934: Verbrechen ohne Leidenschaft (Crime Without Passion)
- 1935: Die Nacht der Liebe (The Wedding Night)
- 1935: Lockenköpfchen (Curly Top)
- 1935: Oberarzt Dr. Monet (Private Worlds)
- 1935: Unterweltstragödie (Mary Burns, Fugitive)
- 1935: Wo die Liebe hinfällt (I Live My Life)
- 1936: Blinde Wut (Fury)
- 1937: Die schreckliche Wahrheit (The Awful Truth)
- 1937: Geächtet (Outcast)
- 1937: Mein Leben in Luxus (Easy Living)
- 1937: Sackgasse (Dead End)
- 1939: Ein ideales Paar (Made for Each Other)
- 1939: Irrwege der Liebe (Broadway Serenade)
- 1939: Die Frauen (The Women)
- 1940: Tödlicher Sturm (The Mortal Storm)
- 1940: Blondie Has Servant Trouble
- 1940: Arise, My Love
- 1941: Mr. und Mrs. Smith (Mr. & Mrs. Smith)
- 1941: Seitenstraße (Back Street)
- 1941: Zauber der Musik (The Hard-Boiled Canary)
- 1941: Aloma, die Tochter der Südsee (Aloma of the South Seas)
- 1941: All-American Co-Ed
- 1942: Blondie Goes to College
- 1942: 10 Leutnants von West-Point (Ten Gentlemen from West Point)
- 1943: In Freundschaft verbunden (Old Acquaintance)
- 1943: Neun Kinder und kein Vater (The Amazing Mrs. Holliday)
- 1943: Hello, Frisco, Hello
- 1946: Die große Lüge (A Stolen Life)
- 1946: Smoky, König der Prärie (Smoky)
- 1947: Das Ei und ich (The Egg and I)
- 1947: Tanz ohne Ende (The Unfinished Dance)
- 1948: Die tollkühne Rettung der Gangsterbraut Honey Swanson (A Song Is Born)
- 1949: Holiday Affair
- 1950: Entgleist (No Man of Her Own)
- 1950: Glücksspiel des Lebens (Walk Softly, Stranger)
- 1951: Zu jung zum Küssen (Too Young to Kiss)
- 1951: Romanze mit Hindernissen (On Moonlight Bay)
- 1952: Liebling, ich werde jünger (Monkey Business)
- 1955: Verratene Frauen (Betrayed Women)
- 1957: Dakota (The Oklahoman)
- 1959: Fluch des Südens (The Sound and the Fury)
- 1960: Land der tausend Abenteuer (North to Alaska)